# سعید بلقالم
سعید بلقالم (انگلیسی: Essaïd Belkalem؛ زاده ۱ ژانویهٔ ۱۹۸۹) یک بازیکن فوتبال الجزایر است.